# Madeleine Vernet

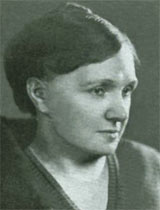
Vernet Madeleine

Madeleine Eugénie Cavelier, Pseudonym Madeleine Vernet, (* 3. September 1878 in Le Houlme; † 5. Oktober 1949 in Levallois-Perret) war eine französische Lehrerin, Schriftstellerin, Libertäre und Pazifistin. Sie prangerte Missstände im staatlichen System der Pflegeheime an, in denen Kinder oft als Arbeitskräfte eingesetzt wurden, und gründete ein Waisenhaus für Arbeiterkinder.

## Leben

### Jugend und Engagement für Waisen
Madeleine Eugénie Clémentine Victoria Cavelier wurde als Tochter von Pascal Frédéric Jean Baptiste Cavelier, einem Gärtner, und Amélie Eugénie Blondel geboren. 1888 ließen sich ihre Eltern in Barentin nieder, wo sie ein kleines Geschäft führten.
Um 1900 zog ihre Mutter, inzwischen verwitwet, nach Pissy-Pôville und übernahm die Verantwortung für vier Mädchen aus der öffentlichen Fürsorge. Dies inspirierte Madeleine dazu, eine Reihe von Artikeln über „Bureautins“ in Charles Guieysses Zeitschrift Pages libres zu schreiben, in denen sie das Elend der Pflegekinder und den von der Verwaltung geduldeten Missbrauch anprangerte. Sie schrieb über Familien, die Beihilfen für Pflegekinder erhielten und diese für Arbeit einsetzten.
Für ihre bei prominenten Zeitungen veröffentlichten, beißenden Artikel verwendete sie das Pseudonym „Madeleine Vernet“. Als Reaktion darauf entzog die Verwaltung der Mutter die ihr zugewiesenen Mädchen. Einige Zeit später versuchte sie, in der Region Rouen ein erstes Waisenhaus zu gründen, das von Arbeitergenossenschaften betrieben werden sollte, doch das Projekt scheiterte.
1904 beteiligte sich Madeleine Vernet an der Gründung der Ruche in Rambouillet, einer Schule, die sich der avantgardistischen Bildung verschrieben hatte. Sie sagte, die Erziehung von Kindern sei eine der größten sozialen Verantwortungen.
Ende 1904 ging sie nach Paris, wo sie als Buchhalterin arbeitete und versuchte, bei Gewerkschaften und Genossenschaften, Journalisten und Abgeordneten Unterstützung für ihre Pläne zu gewinnen. Dort traf sie Albert Thomas, Marcel Sembat und Georges Yvetot. Sie war enttäuscht über das mangelnde Interesse der Feministinnen, die mehr mit sich selbst als mit dem sozialen Kampf beschäftigt waren. Sie selbst verkehrte bereits in libertären Kreisen und veröffentlichte eine Broschüre über Freie Liebe. Darin prangerte sie die Ehe als Quelle von Heuchelei und Leid an und bekräftigte den Wert wahrer Liebe ohne Fesseln oder gesellschaftliche Verpflichtungen. Sie war jedoch der Meinung, dass eine Frau Mutter werden sollte. In den Vorkriegsjahren schrieb sie für die Zeitschriften Le Libertaire und Les Temps nouveaux und wandte sich gegen die extremen Ansichten der neo-malthusianischen Doktrin, die entweder zu einer Reduzierung oder zur Beseitigung von Geburten führte.

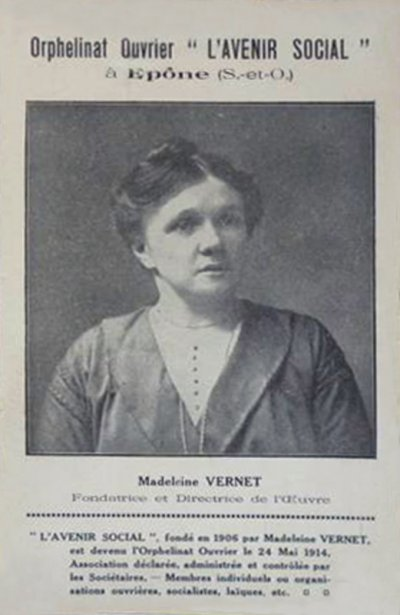
Madeleine Vernet (Postkarte)

Am 1. Mai 1906 konnte Madeleine Vernet, auch dank der Ersparnisse ihrer Mutter und mit Unterstützung ihrer Schwester und ihres Lebensgefährten Louis Tribier, das Waisenhaus „l’Avenir social“ in einem kleinen Haus in Neuilly-Plaisance gründen. Im August 1906 mietete sie ein zweites Haus, da das Waisenhaus nun vierundzwanzig Bewohner hatte. Im Jahr 1907 waren es siebzehn Jungen und dreizehn Mädchen. Das Waisenhaus wurde durch Spenden von Freunden, die Unterstützung der Genossenschaft La Bellevilloise und Abonnements von L’Humanité und La Guerre sociale finanziert. Im April 1908 verlegte sie das Waisenhaus nach Épône. Dort musste sie sich dem Widerstand der örtlichen Geistlichen und Schikanen der Verwaltung stellen.
Vernet wandte die Methoden von Paul Robin an, um Kindern eine vernünftige Bildung zu vermitteln. Sie setzte sich für die Koedukation ein, also die gemeinsame Erziehung von Mädchen und Jungen. Für sie war die Familie die ideale Bildungsumgebung. Ihr Waisenhaus wurde wegen „ungesunder Koedukation“ angegriffen, eine hohe Geldstrafe wurde verhängt und Vernets Lehrbefugnis wurde entzogen. Die Klasse wurde geschlossen, aber das Waisenhaus überlebte. Am 12. Oktober 1909 heiratete sie ihren Partner Louis Tribier.

### Erster Weltkrieg
Während des Ersten Weltkriegs (1914–1918) war Madeleine Vernet gezwungen, Épône für eine gewisse Zeit zu verlassen und in die „Kolonie der Kinder mobilisierter Truppen“ in Étretat zu ziehen. Sie konnte nach Épône zurückkehren, nachdem sich die Front stabilisiert hatte.
Während des gesamten Krieges engagierte sie sich in der pazifistischen Propaganda. Sie verbreitete heimlich das Gedicht „Pour les venger“ (Um sie zu rächen), das sie „all unseren vermissten Kameraden ... Opfern von Fehlern“ widmete. Einige ihrer pazifistischen Gedichte ließ sie auf Postkarten drucken und an Soldaten schicken, die in den Schützengräben kämpften. Die Behörden wussten, dass sie eine Gerichtsverhandlung als öffentliches Forum nutzen würde, und hüteten sich davor, sie festzunehmen.
Madeleine Vernet nahm den ältesten Sohn von Marie und François Mayoux, die wegen antimilitaristischer Propaganda inhaftiert worden waren, bei sich auf und organisierte ein Verteidigungskomitee für die Lehrerin Hélène Brion, die Sekretärin des Épône-Vorstands. Zwei Wochen nach Brions Verhaftung veröffentlichte Vernet eine 30-seitige Broschüre, in der der Fall als eine weitere Dreyfus-Affäre dargestellt wurde. Sie schrieb: „Aus diesem Geflecht von Schandtaten ging hervor, dass Hélène Brion eine gefährliche und verdächtige Person war - Anarchistin, Revolutionärin, Malthusianerin, Antimilitaristin, Defätistin. ... Das Wort Spionin, das nicht direkt ausgesprochen wurde, war zwischen den Zeilen sichtbar.“ Vernet zeichnete ein ganz anderes Bild eines engagierten und großzügigen Menschen, der sich für Kinder, Frauen und Arbeiter einsetzte.
Madeleine Vernet verteilte heimlich eine Broschüre und zwei Ausgaben der pazifistischen Zeitung Les Voix qu’on étrangle (Die Stimmen, die man erstickt). In den Jahren 1916–17 arbeitete sie für die Zeitschrift Ce qu’il faut dire (Was man sagen muss) von Sébastien Faure. Im April 1918 veröffentlichte sie L’École laïque menacée (Die säkulare Schule bedroht) und unternahm eine Vortragsreise nach Lyon, Saint-Étienne, Firminy und Saint-Chamond. Nach ihrer Rückkehr nach Épône wurde sie wegen defätistischer Propaganda angeklagt, aber die Anklage wurde mit dem Waffenstillstand fallen gelassen.
Wie andere Feministinnen zu dieser Zeit verband Madeleine Vernet Feminismus, Pazifismus und Mutterschaft. Sie betrachtete Mutterschaft als Quelle des Glücks und der Erfüllung und war der Meinung, dass eine Frau, die Leben schenkt, dem Krieg, der Leben nimmt, nur feindlich gegenüberstehen kann. Im Oktober 1917 gründete Madeleine Vernet die Zeitschrift La Mère Éducatrice (Die erziehende Mutter), die sie bis zu ihrem Tod herausgab. Die Zeitschrift förderte die Ideologie der Mutter als Erzieherin und gab den „Müttern des Volkes“ Ratschläge zur Hygiene. Die Sozialistin und Feministin Louise Bodin gratulierte ihr und schrieb: „Am Anfang des Lebens stehen Mutter und Kind, und in einer Gesellschaft, die nicht dem Egoismus, dem Laster und dem Verbrechen verfallen ist, sollte alles zur Verehrung von Mutter und Kind beitragen.“ Im Oktober 1919 änderte La Mère Éducatrice seinen Untertitel von „Zeitschrift für Volksbildung“ in „Zeitschrift für Familienbildung“.

### Nach dem Krieg
In einer 1919 veröffentlichten Ausgabe von „La Mère Éducatrice“ prangerte Vernet die Scheinheiligkeit gegenüber der Mutterschaft an, die ihrer Meinung nach besonders bei unverheirateten Müttern auffiel, da außereheliche Mutterschaft als Herabsetzung galt. Die „Repopulisten“, die Frankreich nach den enormen Verlusten im Krieg wieder aufbauen wollten, hielten es oft für unmoralisch, unverheirateten Müttern zu helfen. Vernet argumentierte, dass der Staat unverheirateten Müttern im Gegenteil helfen sollte, und wollte, dass Mutterschaft als echte Arbeit anerkannt wird. Im Gegensatz zu anderen Feministinnen war sie jedoch nicht für eine staatliche Entschädigung für Mutterschaft. Zu ihren Mitarbeiterinnen gehörten Nelly Roussel, Louise Bodin und Hélène Brion, allesamt radikale Feministinnen. Vernet bestand darauf, dass Männer für die finanzielle Unterstützung ihrer Kinder verantwortlich sein sollten, und schrieb in einer Antwort an Madeleine Pelletier, dass „freie Liebe für Frauen nicht befreiend ist“.
Madeleine Vernet gründete 1921 in Paris die Ligue des femmes contre la guerre (Liga der Frauen gegen den Krieg) mit etwa 500 Mitgliedern zum Zeitpunkt der Gründung. Sie setzte ihre Bildungsarbeit eine Zeit lang im Waisenhaus von Épône fort. Da die Mehrheit des Vorstands des Waisenhauses mehrheitlich kommunistisch wurde, trat sie im Januar 1923 als Direktorin zurück. Aus dem Waisenhaus wurde L’Orphelinat ouvrier (Das Arbeiterwaisenhaus), das bis 1938 in La Vilette-ès-Aulne untergebracht war. Sie engagierte sich weiter für die Bildung von Müttern, den Feminismus und den Pazifismus. Im Jahr 1928 war Madeleine Vernet Generalsekretärin des Comité international d'action et propagande pour la paix et le désarmement (Internationales Aktions- und Propagandakomitee für Frieden und Abrüstung). Das Organ des Komitees war La volonté de paix (Friedenswille), das sie im Juni 1927 gegründet hatte und das bis Januar 1936 erschien. Die Zeitschrift wurde verboten, als ihr Ehemann Louis Tribier wegen Anstiftung zum Militärungehorsam vor Gericht stand. Im April 1935 wurde Vernet in den Lenkungsausschuss der Ligue internationale des combattants de la paix (Internationalen Liga der Friedenskämpfer) gewählt.
Am 7. März 1927 stimmte die Abgeordnetenkammer mit 500 zu 31 Stimmen für einen Gesetzentwurf Joseph Paul-Boncours, der die Mobilisierung in Kriegszeiten aller Franzosen, ohne Unterschied des Alters oder des Geschlechts vorsah. Zum ersten Mal wurde in Frankreich eine (nicht-kämpfende) Mobilisierung von Frauen in Betracht gezogen. Madeleine Vernet widersprach diesem Vorhaben energisch:

„Obwohl bewiesen ist, dass jeder Krieg eine Niederlage ist, auch für die Sieger, und dass Gewalt zur Sicherung des Friedens unwirksam bleibt, fällt unseren Politikern nichts Besseres ein, als den Krieg zu organisieren, indem sie alle lebenden Kräfte des Landes mobilisieren. Von nun an wird es die Pflicht eines jeden Franzosen sein, von der Wiege bis zur Bahre „ein guter Soldat“ zu sein.“

Der Widerstand war erfolgreich; das Gesetz wurde zunächst nicht verabschiedet und trat erst 1938 in Kraft.
Madeleine Vernet zog sich nach Levallois-Perret zurück, wo sie am 5. Oktober 1949 starb. Sie ist auf dem Friedhof von Barentin begraben.

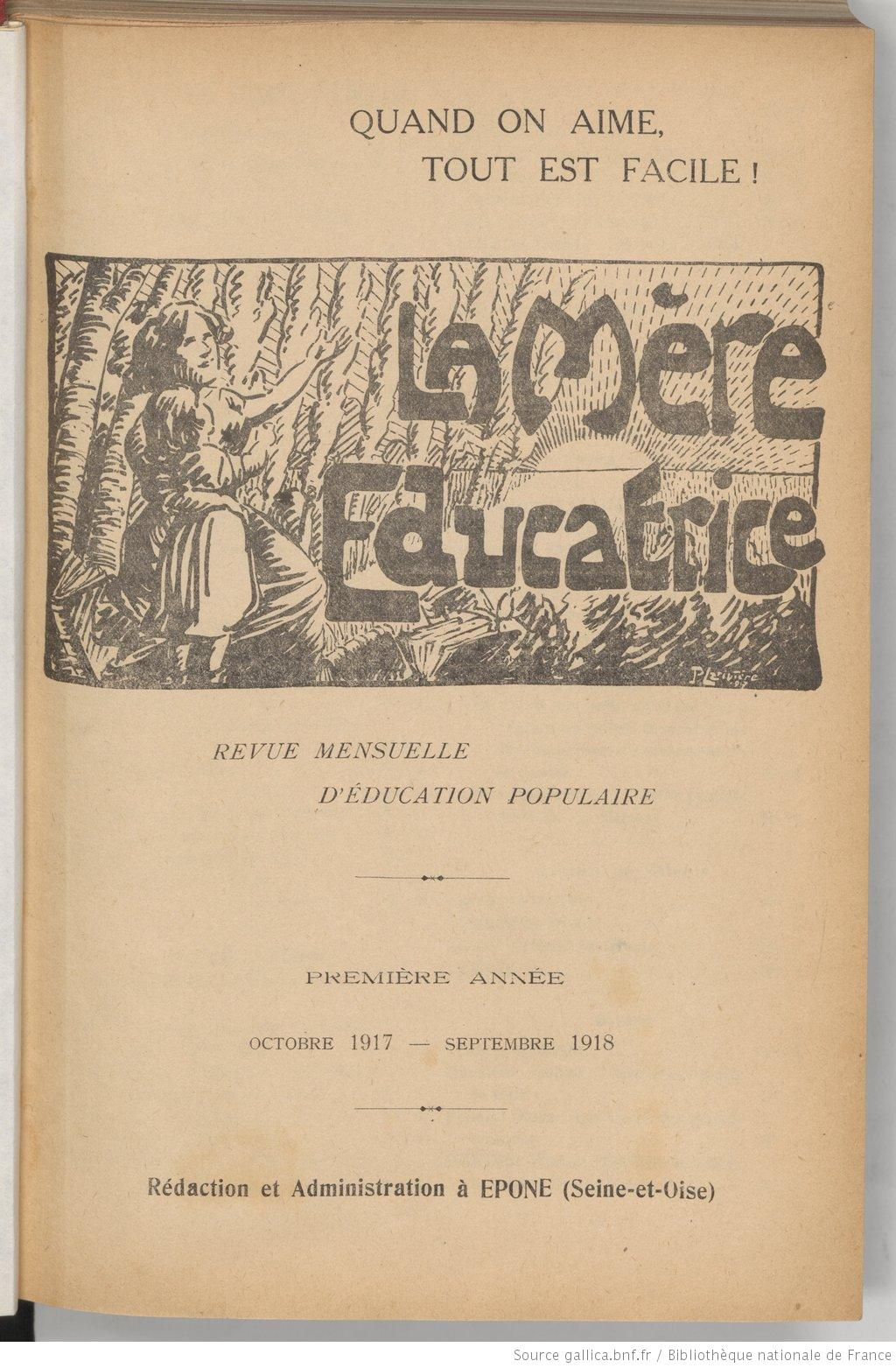
La Mère Éducatrice

## Werke

### Allgemein
Die englische und die französische Sprachversion, Wikisource sowie der Weblink der französischen Nationalbibliothek führen eine Vielzahl von Werken auf.

### La Mère Éducatrice
La Mère Éducatrice (Die erziehende Mutter) war eine Zeitschrift, die von Madeleine Vernet gegründet wurde. Sie wurde erstmals im Oktober 1917 veröffentlicht. Ihr Hauptsitz befand sich in Levallois-Perret. Madeleine Vernet war auch Herausgeberin der Zeitschrift. Die Zeitschrift vertrat eine pazifistische, feministische und erzieherische Haltung. Sie existierte bis 1939.

### Madeleine Vernet
- Angaben zu Madeleine Vernet in der Datenbank der Bibliothèque nationale de France.
- Irène Pereira: Madeleine Vernet par Hugues Lenoir (Questions de classe(s)) (Memento vom 23. Februar 2015)
- Vernet, Madeleine. In: Deutsche Biographie.

### La Mère Éducatrice
- Angaben zu La Mère éducatrice in der Datenbank der Bibliothèque nationale de France.
- La Mère Éducatrice, alle Ausgaben. In: Gallica. (französisch).